# Colección (edición)

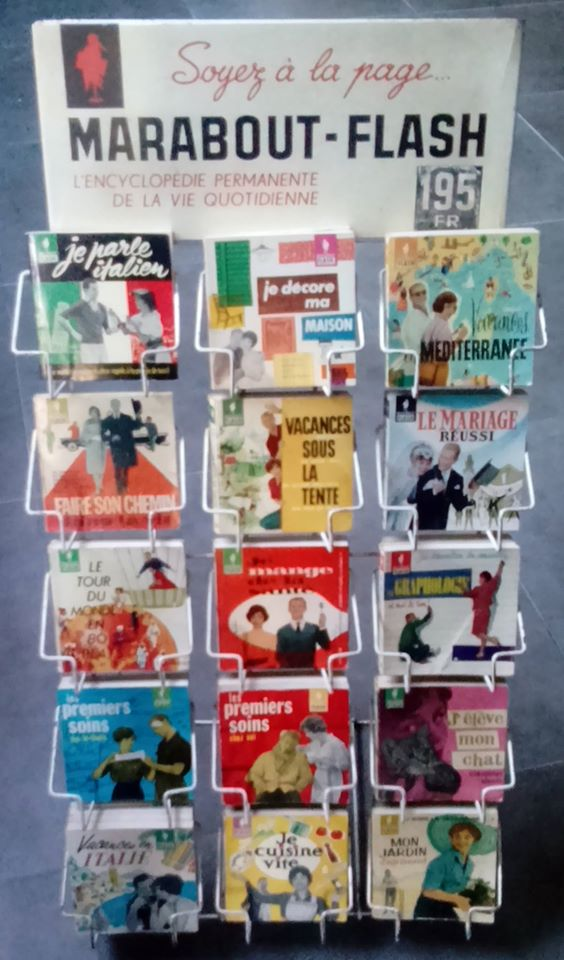
Primer modelo de expositor diseñado para mostrar el "Marabout Flash" como un librero. Escrito en francos franceses antiguos, data de 1959.

En el ámbito de la edición de libros, una colección es un conjunto de libros, publicados por una editorial, reunidos bajo un mismo epígrafe, generalmente utilizando distintivos, formatos y características comunes. 
Una colección se caracteriza por tener uniformidad en la presentación, a la vez que por cierta afinidad en los contenidos. En el plano material se usan las mismas dimensiones, el mismo tipo de cubierta (tapas), y también el mismo tipo de lomo. A este respecto, en la cubierta a veces se usan los mismos colores (caso de las editoriales Dalloz y Litec), y a veces sistemáticamente se usan colores o detalles siempre diferentes (colección «Bibliothèques» de ediciones del Cercle de la librairie).
Generalmente, el gramaje del papel para cada colección es siempre el mismo, así como la tipografía aplicada, la compaginación y maquetación de los mismos.
Ciertas colecciones incluso llegan a fijar el número de páginas. por ejemplo, los libros de la colección «Que sais-je?» siempre tienen 128 páginas.
Los documentos o volúmenes de una misma colección, también se caracterizan por un contenido o un estilo de tipo definido. Así, una colección literaria tendrá, por ejemplo, novelas en su idioma original, obras traducidas, obras con valor literario de autores nacionales, o reagrupará textos de un determinado tema o de un determinado género, etc.
Otro ejemplo son colecciones se distinguen por una orientación muy marcada a la especialización (colección en materia de derecho, colección en medicina, colección en ingeniería, etc.).
Sin duda, una publicación o edición en formato de colección, tiene su importancia en términos de marketing. Dado que una colección se caracteriza por una unidad visual, con las ediciones sucesivas y con ayuda de la propaganda, se puede llegar a provocar cierto grado de fidelidad de la parte del público, lo que obviamente apoya el éxito comercial de las ediciones.
En numerosas casas editoriales, las tareas de selección de obras y de programación en general caen bajo la órbita de un «director de colecciones». 
Ciertas colecciones han tenido tal notoriedad, que a veces son consideradas o pueden ser consideradas casi como casas de edición independientes; tal es el caso de la Bibliothèque de la Pléiade, editada por Gallimard. 
Naturalmente, toda colección de libros posee un ISBN propio, similar al de las publicaciones periódicas, a pesar de que allí las diferentes ediciones no sean regulares en el tiempo. 
Una colección a su vez puede estar subdividida en series, o sea en unidades más pequeñas cada una de las cuales tiene a su vez ciertas características y contenidos con rasgos comunes (mismo autor, o mismo personaje, etc.).